# Friedrich Christian Eugen Baron von Vaerst
Friedrich Christian Eugen Baron von Vaerst (Wesel, 1792 - proximidades a Sotin, 1855), que tuvo como pseudónimo Chevalier de Lelly, fue un oficial militar y posteriormente escritor y gastrósofo. Tiene el honor de haber sido el primero en definir la Gastrosofía a finales del siglo XIX. 

## Biografía
Sus actividades militares tuvieron lugar entre 1812 y 1815 y posteriormente hizo un viaje por los diferentes países de Europa con su amigo E.T.A. Hoffmann, tras este viaje escribió un libro con el pseudónimo Chevalier de Lelly. El libro, titulado Handbuch für angehende Verschwender (Manual para derrochadores) (1836), ya definía lo que hoy entendemos por gastrosofía. A lo largo de su vida tuvo varias actividades, pero al final de sus días se retiró a la casa de su hermano en Sotin y allí, durante casi 10 años, tardó en escribir lo que se denomina hoy en día su obra maestra: Gastrosophie oder die Lehre von den Freuden der Tafel "Gastrosofia o la enseñanza de las alegrías de la mesa"), que publicó en el año 1851 en dos volúmenes. Tras esta fama logró ser considerado en Alemania el Brillat-Savarin.

## En España
Estando en París decidió visitar en España la corte del Pretendiente al trono cuando se estaba librando la Primera Guerra Carlista. Salió de París el 1 de enero de 1838, pasó por Burdeos y Bayona y desde aquí, disfrazado de aldeano, llevando como guía a un muchacho de diez años que conocía muy bien el camino ya que lo había realizado ya antes otras diez veces llevando extranjeros a la frontera navarra, llegó a Zugarramurdi. Marchó a Llodio donde encontró a Félix Lichnowsky y a otros alemanes que servían al Pretendiente. Invitó a todos ellos a una fastuosa comida ...para la cual hizo traer de Bilbao, por medio de contrabandistas, vinos franceses y pasteles trufados. 
Sobre esta estancia en España publicó su libro Die Pyrenäen, obra de la que José M. Azcona comenta que Este libro tendría más interés si su autor fuera más sincero y más claro.

## Obra
- Handbuch für angehende Verschwender (1836)
- Die Pyrenäen (1847)
- Gastrosophie oder die Lehre von den Freuden der Tafel, (1851)